# Georges Mattéra
 (janvier 2022).
Si vous disposez d'ouvrages ou d'articles de référence ou si vous connaissez des sites web de qualité traitant du thème abordé ici, merci de compléter l'article en donnant les références utiles à sa vérifiabilité et en les liant à la section « Notes et références ».
Georges Mattéra, né le 29 août 1960 en Algérie et mort le 20 juin 2020 à Marseille, est un journaliste français.
Après des débuts dans une radio privée en 1983 (Antenne Bleue à Marseille), il est recruté par Fréquence Marseille (radio du journal Le Provençal et RTL). Pendant 2 ans, il anime la matinale de Fréquence Marseille (format music & news). En 1986, il rejoint Radio Monte Carlo pour lancer Radio Nostalgie. Après un bref passage en principauté, il collabore à NRJ Marseille, dont il lance l'antenne, puis Radio Vitamine (Var Matin), Radio Maritima (Martigues) et Radio France Provence.
En 1987, il rejoint France 3 Méditerranée pour animer le 12/13. À partir de 1990, Georges Mattéra présente le journal régional de France 3. Parallèlement, il couvre l'actualité de l'Olympique de Marseille (les années Tapie). En 1995, il est nommé rédacteur en chef adjoint au BRI de Clermont-Ferrand où il présente le journal régional Auvergne et anime les soirées électorales municipales de la même année. En novembre 1995, Henri Sannier fait appel à lui pour coprésenter le 12/13 national en compagnie de Laurence Bobillier.
En 1997, il devient rédacteur en chef adjoint du 12/13 puis du 19/20. Il est également le « joker » d'Élise Lucet pour la présentation du 19/20 national (1997-2000). Il quitte France 3 en février 2000 pour fonder une agence de communication à Marseille (GM Consulting) qu'il dirige jusqu'à sa mort en 2020.

## Principaux sujets couverts
- Les inondations de Vaison La Romaine.
- La catastrophe de Furiani.
- L'épopée de l'Olympique de Marseille (les années Tapie).
- La Coupe du Monde Football aux USA en 1994.
- Le procès de l'affaire VA/OM.